# Gábor Gyepes
Gábor Gyepes, född den 26 juni 1981 i Budapest, är en ungersk fotbollsspelare som sedan 2012 spelar för Portsmouth. 
Under sejouren i Wolverhampton råkade Gábor Gyepes ut för en allvarlig knäskada i mars 2006 och blev långtidsskadad. I april 2007 meddelades det att hans kontrakt med Wolves upphävts i samförstånd med båda parterna. Efter rehabilitering hemma i Ungern gjorde Gyepes comeback i engelska klubben Northampton Town 2008. I augusti 2008 skrev Gyepes på ett tvåårskontrakt med The Championship-klubben Cardiff City.
Han har spelat 26 matcher i det ungerska landslaget.